# Tournoi de clôture du championnat du Panama de football 2022
Navigation
Tournoi précédent Tournoi suivant
Le tournoi Clausura 2022 est le trentième tournoi saisonnier disputé au Panama. C'est cependant la 57e fois que le titre de champion du Panama est remis en jeu.
L'Alianza FC défend son titre face aux onze meilleures équipes du Panama. L'Independiente La Chorrera remporte le quatrième titre de son histoire à l'issue d'une finale jouée face au CD Universitario et se qualifie pour la Coupe d'Amérique centrale 2023.

## Équipes participantes
Ce tableau présente les douze équipes qualifiées pour disputer le championnat 2022. On y trouve le nom des clubs, le nom des stades dans lesquels ils évoluent ainsi que la capacité et la localisation de ces derniers.
| Équipe                    | Stade                         | Capacité | Ville                |
| Alianza FC                | Camp Luis Ernesto Tapia (es)  | 900      | Ciudad de Panamá     |
| Deportivo Árabe Unido     | Stade Armando Dely Valdes     | 1 221    | Colón                |
| Atlético Chiriquí         | Stade San Cristóbal           | 3 082    | David                |
| Potros del Este           | Stade Maracaná                | 5 500    | Ciudad de Panamá     |
| Herrera FC                | Los Milagros                  | 1 000    | Chitré               |
| Independiente La Chorrera | Stade Agustín Sánchez         | 5 500    | La Chorrera          |
| CD Plaza Amador           | Stade Maracaná                | 5 500    | Ciudad de Panamá     |
| San Francisco FC          | Stade Agustín Muquita Sánchez | 3 000    | La Chorrera          |
| Sporting San Miguelito    | Camp Luis Ernesto Tapia (es)  | 900      | San Miguelito        |
| Tauro FC                  | Stade Rommel Fernández        | 32 000   | Ciudad de Panamá     |
| CD Universitario          | Universitario                 | 3 800    | Penonomé             |
| Veraguas United           | Complexe d'Atalaya            | 900      | Santiago de Veraguas |

| \| Ciudad de Panamá : Alianza Potros del Este Plaza Amador Tauro Ciudad de Panamá Árabe Unido San Francisco La Chorrera San Miguelito Chiriquí Universitario Herrera Veraguas \| Localisation des clubs. |
| Ciudad de Panamá : Alianza Potros del Este Plaza Amador Tauro Ciudad de Panamá Árabe Unido San Francisco La Chorrera San Miguelito Chiriquí Universitario Herrera Veraguas                               |

## Compétition
Le tournoi Clausura se déroule en deux phases :
- La phase de qualification : les seize journées de championnat.
- La phase finale : les quarts de finale à la finale.

### Phase de qualification
Lors de la phase de qualification, deux groupes distincts sont formés. Chaque équipe affrontent à deux reprises celles de son groupe et une seule fois celles du groupe opposé selon un calendrier tiré aléatoirement. La meilleure équipe de chaque groupe est directement qualifiée pour la demi-finale de la phase finale tandis que les équipes classées deuxième et troisième se rendent en quarts de finale.
Le classement est établi sur le barème de points classique (victoire à 3 points, match nul à 1, défaite à 0).
Le départage final se fait selon les critères suivants :
- Le nombre de points.
- La différence de buts générale.
- La différence de buts particulière.
- Le nombre de buts marqués.

#### Classements
| Rang | Équipe                 | Pts | J  | G | N | P | Bp | Bc | Diff |
| ---- | ---------------------- | --- | -- | - | - | - | -- | -- | ---- |
| 1    | Deportivo Árabe Unido  | 25  | 16 | 7 | 4 | 5 | 20 | 13 | +7   |
| 2    | Sporting San Miguelito | 25  | 16 | 6 | 7 | 3 | 21 | 16 | +5   |
| 3    | CD Plaza Amador        | 24  | 16 | 6 | 6 | 4 | 18 | 17 | +1   |
| 4    | Alianza FC T           | 24  | 16 | 7 | 3 | 6 | 15 | 15 | 0    |
| 5    | Tauro FC               | 24  | 16 | 7 | 3 | 6 | 15 | 15 | 0    |
| 6    | Potros del Este        | 22  | 16 | 6 | 4 | 6 | 25 | 21 | +4   |

| Rang | Équipe                    | Pts | J  | G  | N | P | Bp | Bc | Diff |
| ---- | ------------------------- | --- | -- | -- | - | - | -- | -- | ---- |
| 1    | Independiente La Chorrera | 32  | 16 | 10 | 2 | 4 | 26 | 11 | +15  |
| 2    | CD Universitario          | 26  | 16 | 7  | 5 | 4 | 25 | 20 | +5   |
| 3    | San Francisco FC          | 18  | 16 | 5  | 3 | 8 | 20 | 18 | +2   |
| 4    | Veraguas United           | 15  | 16 | 3  | 6 | 7 | 17 | 20 | -3   |
| 5    | Herrera FC                | 13  | 16 | 2  | 7 | 7 | 10 | 28 | -18  |
| 6    | Atlético Chiriquí         | 11  | 16 | 1  | 8 | 7 | 7  | 25 | -18  |

### Phase finale
Les six équipes qualifiées sont réparties dans le tableau final d'après leur classement général, le deuxième affrontant lors des demi-finales le vainqueur du quart opposant le quatrième au cinquième et le premier affrontant le vainqueur du quart opposant le troisième au sixième.
En cas d'égalité sur la somme des deux matchs, les deux équipes sont dans un premier temps départagées par la règle des buts marqués à l'extérieur puis par leur classement général si cela est nécessaire, sauf lors de la finale où des prolongations puis une séance de tirs au but ont éventuellement lieu.

#### Tableau
|  | Quarts de finale             | Quarts de finale             | Quarts de finale          | Quarts de finale          |                              |                              | Demi-finales | Demi-finales | Demi-finales | Demi-finales |  |  | Finale           | Finale | Finale | Finale |
|  |                              |                              |                           |                           |                              |                              |              |              |              |              |  |  |                  |        |        |        |
|  |                              |                              |                           |                           |                              |                              |              |              |              |              |  |  | 12 novembre 2022 |        |        |        |
|  |                              |                              |                           |                           |                              |                              |              |              |              |              |  |  |                  |        |        |        |
|  |                              |                              |                           |                           |                              |                              |              |              |              |              |  |  |                  |        |        |        |
|  |                              |                              |                           |                           |                              |                              |              |              |              |              |  |  |                  |        |        |        |
|  |                              |                              |                           |                           |                              |                              |              |              |              |              |  |  |                  |        |        |        |
|  | 1O Independiente La Chorrera | 1O Independiente La Chorrera | 1                         | 1                         |                              |                              |              |              |              |              |  |  |                  |        |        |        |
|  | 1O Independiente La Chorrera | 1O Independiente La Chorrera | 1                         | 1                         |                              |                              |              |              |              |              |  |  |                  |        |        |        |
|  |                              |                              | 2E Sporting San Miguelito | 2E Sporting San Miguelito | 1                            | 0                            |              |              |              |              |  |  |                  |        |        |        |
|  | 2E Sporting San Miguelito    | 2E Sporting San Miguelito    | 2E Sporting San Miguelito | 2E Sporting San Miguelito | 1                            | 0                            | 2            | 2            |              |              |  |  |                  |        |        |        |
|  | 2E Sporting San Miguelito    | 2E Sporting San Miguelito    |                           |                           |                              |                              |              | 2            |              |              |  |  |                  |        |        |        |
|  | 3O San Francisco FC          | 3O San Francisco FC          | 0                         | 0                         |                              |                              |              |              |              |              |  |  |                  |        |        |        |
|  | 3O San Francisco FC          | 3O San Francisco FC          | 0                         | 0                         | 1O Independiente La Chorrera | 1O Independiente La Chorrera | 2            | 2            |              |              |  |  |                  |        |        |        |
|  |                              |                              |                           |                           | 1O Independiente La Chorrera | 1O Independiente La Chorrera | 2            | 2            |              |              |  |  |                  |        |        |        |
|  |                              |                              | 2O CD Universitario       | 2O CD Universitario       | 1                            | 1                            |              |              |              |              |  |  |                  |        |        |        |
|  |                              |                              |                           |                           | 1                            | 1                            |              |              |              |              |  |  |                  |        |        |        |
|  |                              |                              |                           |                           |                              |                              |              |              |              |              |  |  |                  |        |        |        |
|  |                              |                              |                           |                           |                              |                              |              |              |              |              |  |  |                  |        |        |        |
|  | 1E Deportivo Árabe Unido     | 1E Deportivo Árabe Unido     | 0                         | 0                         |                              |                              |              |              |              |              |  |  |                  |        |        |        |
|  | 1E Deportivo Árabe Unido     | 1E Deportivo Árabe Unido     | 0                         | 0                         |                              |                              |              |              |              |              |  |  |                  |        |        |        |
|  |                              |                              | 2O CD Universitario       | 2O CD Universitario       | 1                            | 0                            |              |              |              |              |  |  |                  |        |        |        |
|  | 2O CD Universitario          | 2O CD Universitario          | 2O CD Universitario       | 2O CD Universitario       | 1                            | 0                            | 1            | 1            |              |              |  |  |                  |        |        |        |
|  | 2O CD Universitario          | 2O CD Universitario          |                           |                           |                              |                              |              | 1            |              |              |  |  |                  |        |        |        |
|  | 3E CD Plaza Amador           | 3E CD Plaza Amador           | 0                         | 0                         |                              |                              |              |              |              |              |  |  |                  |        |        |        |
|  | 3E CD Plaza Amador           | 3E CD Plaza Amador           | 0                         | 0                         |                              |                              |              |              |              |              |  |  |                  |        |        |        |
|  |                              |                              |                           |                           |                              |                              |              |              |              |              |  |  |                  |        |        |        |

#### Quarts de finale
| Équipe                 | Résultat | Équipe           | Commentaire |
| CD Universitario       | 1 - 0    | CD Plaza Amador  |             |
| Sporting San Miguelito | 2 - 0    | San Francisco FC |             |

#### Demi-finales
| Équipe                    | Aller | Retour | Équipe                 | Commentaire |
| Independiente La Chorrera | 1 - 1 | 1 - 0  | Sporting San Miguelito |             |
| Deportivo Árabe Unido     | 0 - 1 | 0 - 0  | CD Universitario       |             |

#### Finale
| 12 novembre 2022 | Independiente La Chorrera                  | 2 - 1                 | CD Universitario     | Stade Rommel Fernández, Ciudad de Panamá |                          |
|                  | Gilberto Hernandez 55e · Victor Ávila 117e | (0 - 1, 1 - 1, 1 - 1) | 6e (pen.) Joseph Cox | Arbitrage : Jafeth Perea                 | Arbitrage : Jafeth Perea |
|                  | Rapport                                    |                       |                      | Arbitrage : Jafeth Perea                 | Arbitrage : Jafeth Perea |

| Vainqueur du Tournoi Clausura 2022 Independiente La Chorrera 4e titre |

## Statistiques

### Buteurs
| Rang | Nom             | Équipe                 | Buts |
| 1    | Joseph Cox      | Atlético Chiriquí      | 13   |
| 2    | Jorlian Sánchez | Sporting San Miguelito | 9    |
| 3    | Yoameth Murillo | Potros del Este        | 7    |

## Bilan du tournoi
| Tournoi de clôture du championnat de football du Panama 2022 |                                      |
| Champion                                                     | Independiente La Chorrera (4e titre) |
| Dauphin                                                      | CD Universitario                     |
| Qualifications continentales                                 |                                      |
| Coupe d'Amérique centrale 2023                               | Independiente La Chorrera            |
| Promotions et relégations                                    |                                      |
| Promus en Liga Panameña de Fútbol                            | UMECIT FC                            |
| Relégués en Liga Nacional de Ascenso                         | Veraguas United                      |

## Classement cumulatif
| Rang | Équipe                      | Pts | J  | G  | N  | P  | Bp | Bc | Diff |
| ---- | --------------------------- | --- | -- | -- | -- | -- | -- | -- | ---- |
| 1    | Independiente La Chorrera C | 61  | 32 | 18 | 4  | 10 | 49 | 31 | +18  |
| 2    | Sporting San Miguelito      | 58  | 32 | 15 | 13 | 4  | 45 | 27 | +18  |
| 3    | Alianza FC C                | 53  | 32 | 15 | 8  | 9  | 30 | 26 | +4   |
| 4    | Tauro FC                    | 51  | 32 | 15 | 6  | 11 | 35 | 26 | +9   |
| 5    | CD Plaza Amador             | 50  | 32 | 12 | 14 | 6  | 44 | 35 | +9   |
| 6    | Atlético Chiriquí           | 39  | 32 | 9  | 12 | 11 | 28 | 45 | -17  |
| 7    | San Francisco FC            | 38  | 32 | 10 | 8  | 14 | 38 | 32 | +6   |
| 8    | Potros del Este             | 38  | 32 | 9  | 11 | 12 | 40 | 43 | -3   |
| 9    | Deportivo Árabe Unido       | 35  | 32 | 8  | 11 | 13 | 24 | 28 | -4   |
| 10   | Herrera FC                  | 34  | 32 | 6  | 16 | 10 | 30 | 43 | -13  |
| 11   | CD Universitario            | 34  | 32 | 9  | 7  | 16 | 33 | 48 | -15  |
| 12   | Veraguas United             | 27  | 32 | 5  | 12 | 15 | 31 | 47 | -16  |

| Légende : Qualifications et relégations | Légende : Qualifications et relégations                                   |
| --------------------------------------- | ------------------------------------------------------------------------- |
|                                         | Coupe d'Amérique centrale 2023                                            |
|                                         | Relégué en Liga Nacional de Ascenso                                       |
|                                         | C Vainqueur d'un des deux tournois de la saison P Promu de la saison 2021 |